# 시내버스
시내버스(市內버스,영어: transit bus, big bus, commuter bus, city bus, town bus, urban bus, stage bus, public bus, public transit bus)는 대도시와 주요 도시의 지역끼리 서로 연결해서 운행하는 버스이다.

## 대한민국의 시내버스
1920년 7월 1일 경상북도 대구부(현.대구광역시)에서 국내 최초로  시내버스가 운행되었다.
대구호텔 주인이었던 베이무라 다마치로(米村玉次郞)가 일본에서 버스 4대를 들여와 영업을 시작한 것. 운행시간은 여름철엔 오전 6시~오후 10시, 겨울철에는 오전 8시~오후 7시까지였다. 전차와 달리 정류장이 아닌 곳에서도 손을 들면 태워주는 이점이 있어 인기가 있었다. 하지만 전차보다 비싼 요금(7전) 때문에 시민들이 외면하는 바람에 버스운영권은 곧 경성전기주식회사로 넘어갔다. 서울에서는 1928년 경성부 부영버스가 최초였으며, 일본에서 만든 우즈레가 쓰였으며, 버스보다는 마차에 가까운 모양새였다. 하지만 부족한 노선과 비싼 요금 때문에 시민들은 전차를 선호했다. 부영버스는 1932년 전차 운영업체인 경성전기에 인수돼 전차의 보조수단으로 이용됐다.

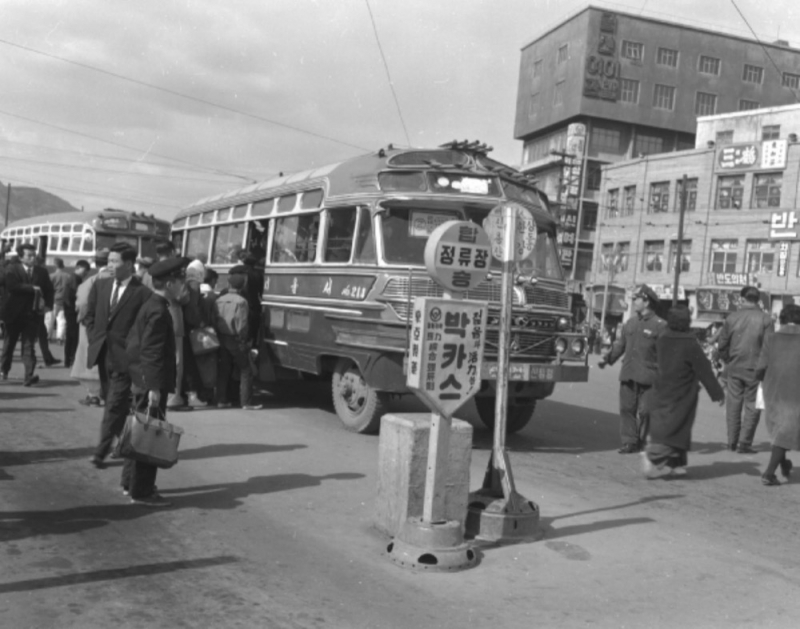
서울 시내버스 1962년

한국 전쟁 이후부터 1960년대 중반까지는 마이크로버스와 미군 트럭을 개조한 짜집기형 버스가 시내를 누볐다. 하동환자동차와 신진공업사에서 제작한 버스가 주로 쓰였다. 하동환자동차는 현재의 쌍용자동차이며 신진공업사는 현재의 대우버스이다. 서울 시내버스 승객은 지속적으로 늘어 1957년부터 전차를 앞질렀다.

#### 버스안내원과 자율버스
- 여차장제(버스 안내원)도를 1961년부터 교통부에서 도입해 승객들의 안전한 승하차를 돕고 요금을 받았으며 출입문을 직접 여닫기도 했다.
- 1989년 12월 관련 법 조문이 삭제되면서 버스 안내원은 대한민국에서 사라진 직업이 되었다.
- 1982년 9월 서울특별시에 안내양이 없는 시민자율버스가 처음 운행하였는데 당시 시민자율버스는 도어 개폐장치가 앞문(승차문)에만 있었고 중간문(하차문)에는 개폐장치가 없어서 안내양이 직접 여닫았는데 그런 중문을 폐쇄하고 운전기사가 기사석에서 전문만 열 수 있게 되어 승객 또한 전문으로 승하차를 하는 형식이었으나 승객들의 불편이 가중되었다.
- 이에 대한 대책으로 1982년 2월에 현재와 같은 형식의 시민자율버스를 개발하였고 하차시 기사와 소통이 가능하도록 하차시 누르는 하차벨을 설치하고 하차문 또한 기존의 안내양 버스와는 외형적으로 차별하고 일본의 영향을 받아서 현재와 1982년 2월 시민자율버스 같은 미닫이(슬라이딩)형식을 기본 적용하였다.
- 일부 중소도시와 농어촌 지역은 버스구입가를 절감하는 목적으로 전중문 폴딩인 형식의 버스를 구입하기도 하였다.
- 1980년대 중반을 정점으로 10~11m 급에 엔진을 후방에 설치하고 앞차축과 뒷차축이 없어 바닥을 더 낮게 설계가 가능한 리어엔진 시내버스를 생산하기 시작하였고 이 후로 대도시를 중심으로 도로사정 개선과 승하차 편의를 위해 리어엔진 시내버스가 꾸준히 보급되었다.

#### 친환경과 약자배려

경산 시내버스 100번 -2013년

- 2000년대에는 대기오염 개선 목적으로 천연가스버스 도입을 적극 권장하여 서울을 비롯한 대도시를 중심으로 많이 도입되었다.
- 또한 2003년과 2004년에는 교통약자가 쉽게 승하차 할 수 있으며, 휠체어 탑승자도 승하차 가능하도록 무계단 형식의 저상버스도 도입하기 시작하여 저상버스 비중도 갈수록 높아졌다.
- 2004년에는 서울시에서 지간선제를 도입하여 간선버스, 지선버스, 도심순환버스, 광역버스 등의 4가지 형식으로 분류하고 이에 따라 도색도 다르게 하여 운행하고 있다.
- 2019년부터 전기버스와 수소전기버스가 등장했다.

### 시내버스 준공영제
- 버스 준공영제란 지방자치단체가 버스 업체들의 적정 수입을 보장(실제로 손실보전)해주는 대신에 노선 변경이나 증차를 할 때 관리·감독 권한을 행사하는 제도다.
- 2004년 서울시가 전국 최초로 도입했고 , 2006년 2월에 대구에서 도입한데 이어 2007년 부산도 가세했고 대전·광주·인천에도 도입돼 현재 전국 6대 도시에서 시행중이다.[3]

## 갤러리

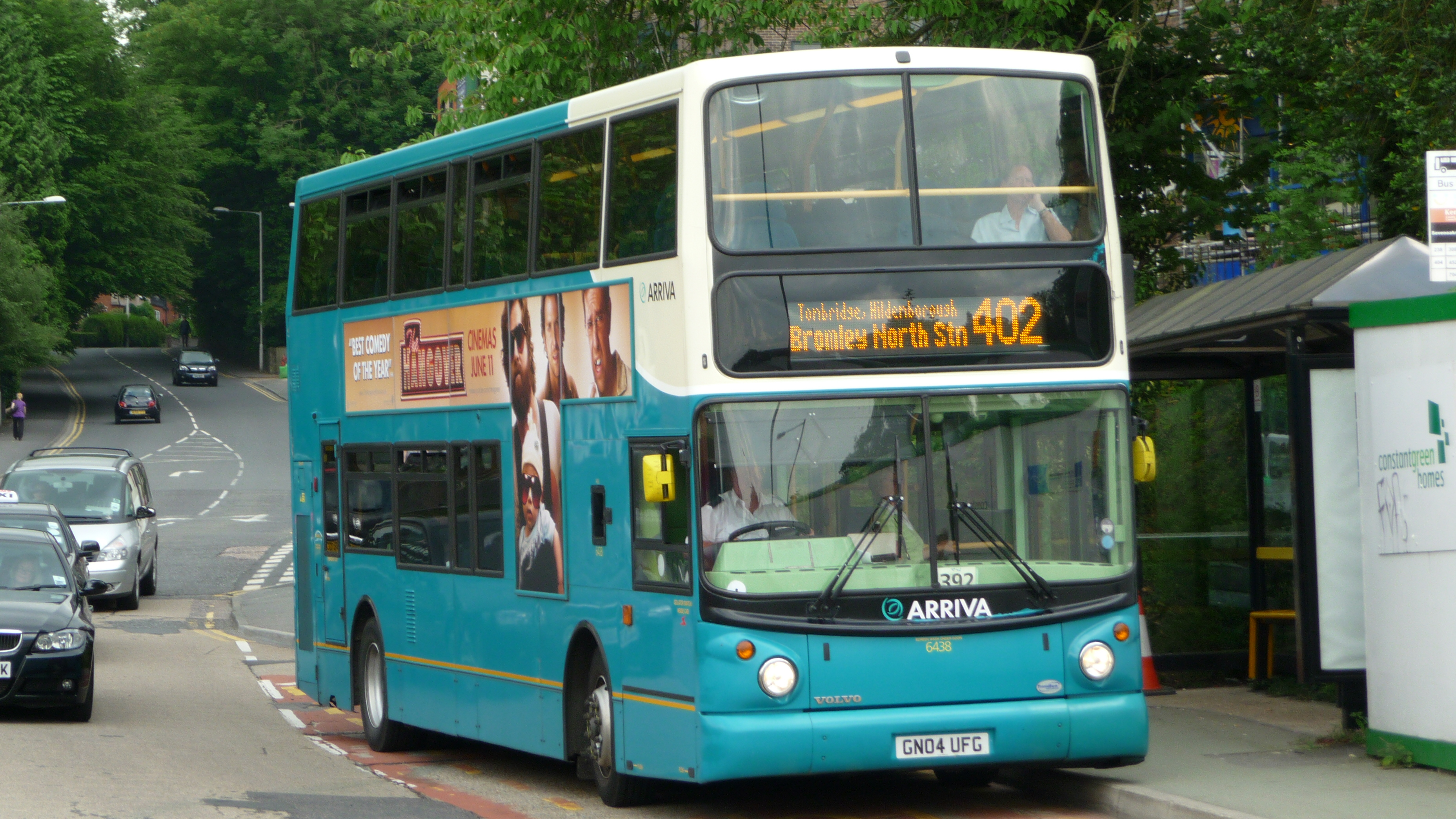
Arriva Kent & Sussex UK
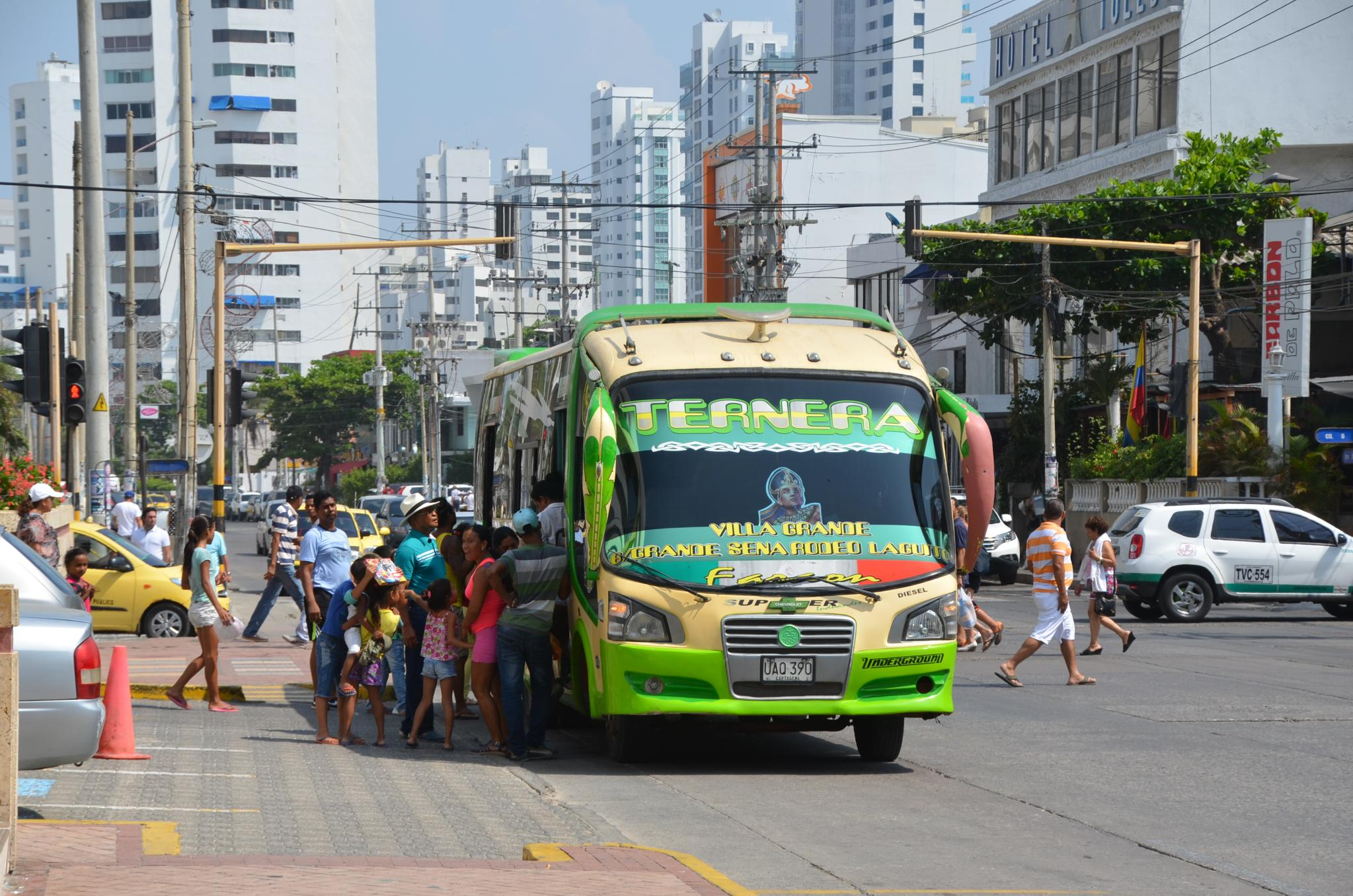
Local bus, Cartagena, Colombia
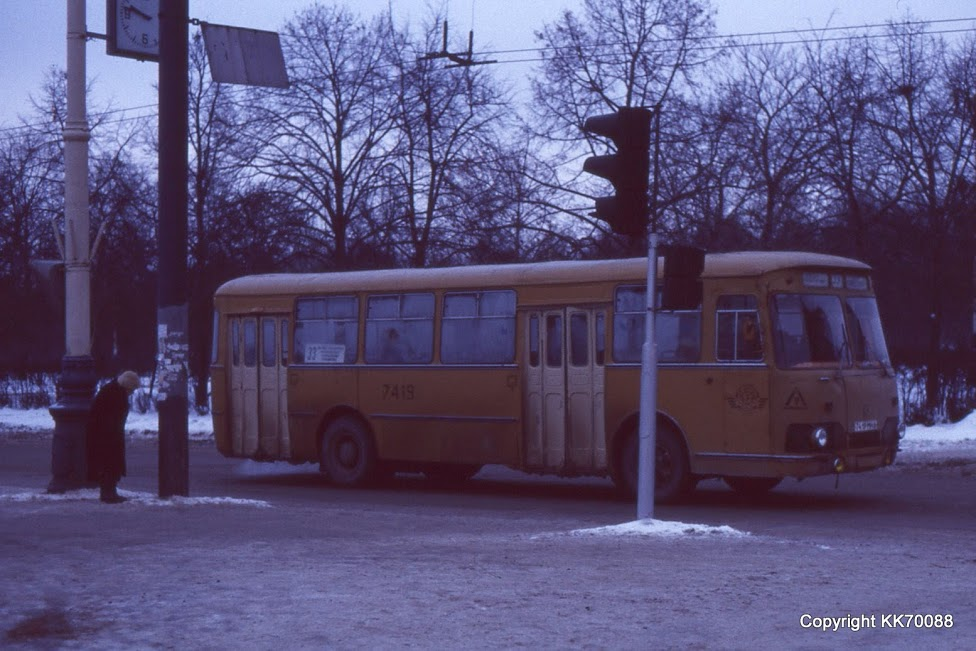
Moscow bus
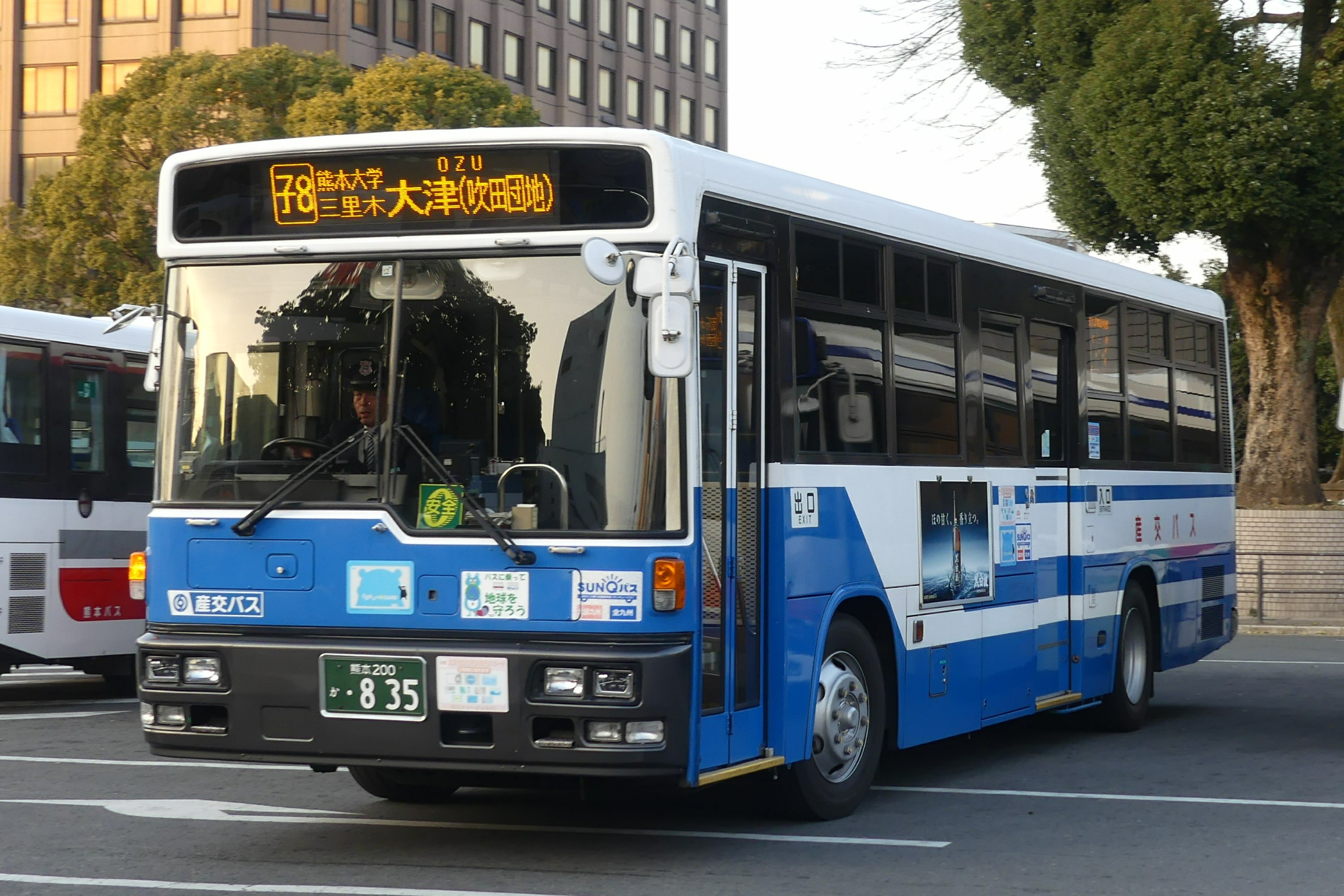
九州産業交通バス(路線バス).

## 같이 보기
- 전기버스
- 시외버스
- 트롤리버스
- 대중교통